# Salvia hians
Salvia hians es una especie de planta herbácea de la familia de las lamiáceas. Es originaria del Himalaya desde Pakistán a Bután. Es común en Cachemira, donde crece a una altitud de 2400 a 4000 en las laderas de las montañas y bosques. 

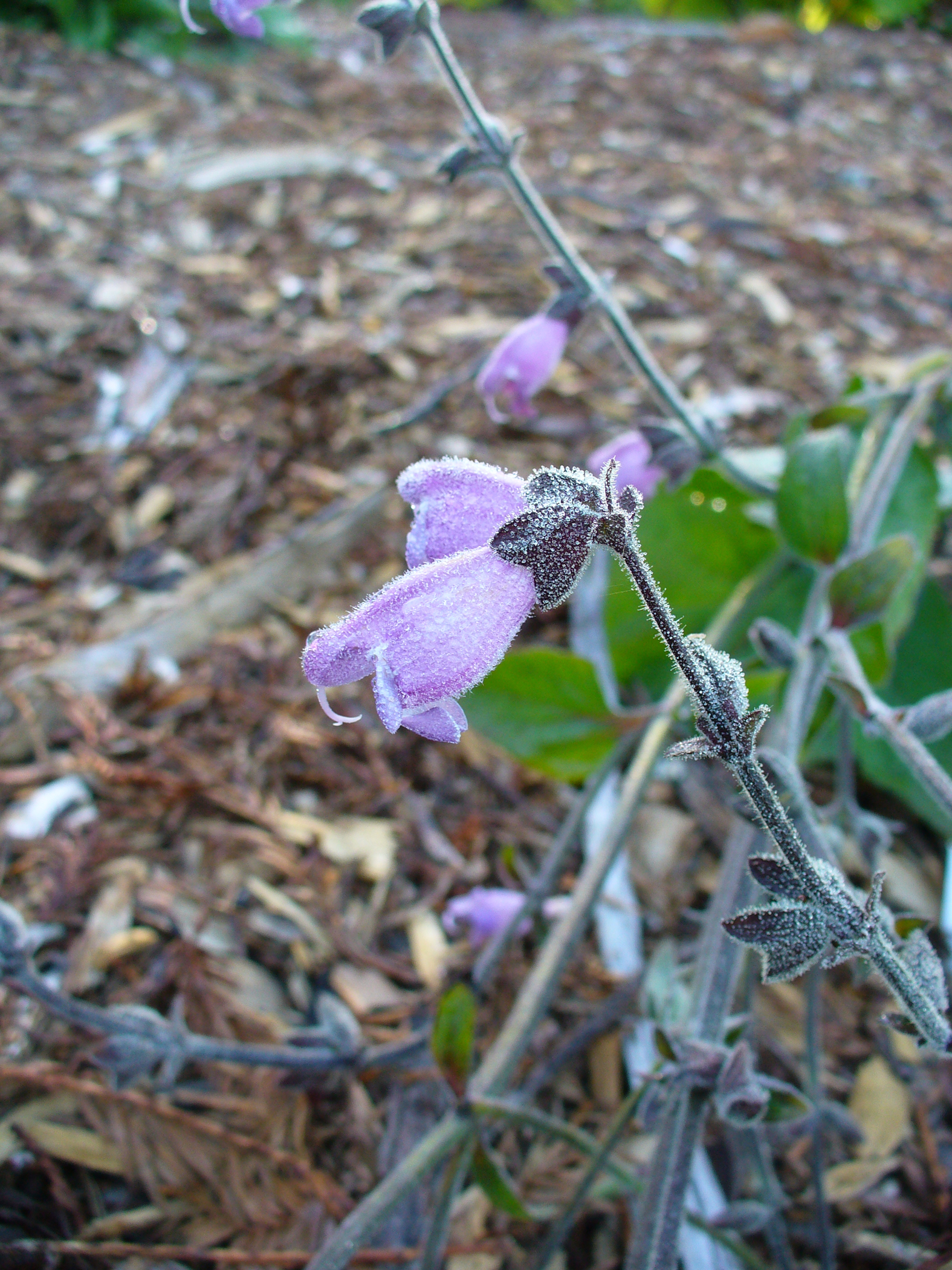
Inflorescencia

## Descripción
Salvia hians forma un montículo que alcanza un tamaño de 0,61 a 0,91 m de altura por 0,61 m de ancho. Las hojas son lanceoladas, un poco peludas, y miden hasta 10 25 cm de largo. Los tallos de floración se mantienen muy por encima del follaje, las flores son de color violeta con oscuros espaciados en el extremo del vástago. El pequeño cáliz (menos de 1,3 cm) es muy pegajoso y de un inusual color rojo oscuro marrón. 

## Propiedades
En la India, las raíces de S. hians se utilizan como un estimulante, en Nepal se utiliza como un remedio para la disentería.

## Taxonomía
Salvia hians fue descrita por Royle ex Benth. y publicado en Hooker's Journal of Botany and Kew Garden Miscellany 3: 373. 1833.
Etimología
Ver: Salvia
hians: epíteto latino que significa "boca abierta", por el hueco que tiene entre los dos labios.
Sinonimia
- Salvia macrophylla Tausch[4][5]